# ولیکی یلنیک
ولیکی یلنیک (اسلوونیایی: Veliki Jelnik) یک زیستگاه انسانی در اسلوونی است که در Lukovica Municipality واقع شده‌است.

## خصوصیات
ولیکی یلنیک ۱٫۲۱ کیلومترمربع مساحت و ۲۲ نفر جمعیت دارد و ۵۴۰ متر بالاتر از سطح دریا واقع شده‌است.